# Znamia Komunizma
Znamia Komunizma (del ruso: Знамя Коммунизма) es un jútor del raión de Kushchóvskaya del krai de Krasnodar, en Rusia. Está situado a orillas de un pequeño afluente por la derecha del río Sosyka, tributario del Yeya, 12 km al sur de Kushchóvskaya y 163 km al nordeste de Krasnodar, la capital del krai. Tenía 772 habitantes en 2010
Pertenece al municipio Pervomáiskoye.